# 竹内佐千子
竹内 佐千子（たけうち さちこ、11月15日 - ）は、日本の漫画家、イラストレーター。東京都出身。血液型B型、一人っ子。
レズビアンであることを公言しており、レズビアンとしての日常を題材にしたエッセイ漫画を描く。色鉛筆風の着色が施されたシンプルな作画である。主に「コミックエッセイ劇場」で作品を発表している。近年は「2DK」シリーズや「赤ちゃん本部長」のようなフィクション作品も手がける。
セクシュアル・マイノリティに関するトークイベントにも出演している。

## 作品リスト
- ハニー&ハニー（2006年、メディアファクトリー）
- ハニー&ハニー デラックス（2007年、メディアファクトリー）
- 午後のハレンチティータイム（2007年、情報センター出版局）
- 男になりタイ! 私の彼氏は元オンナ（2008年、メディアファクトリー）
- くされ女子! 百合で腐女子なサチコとゆかいな腐友たち（2009年、ブックマン社）
- くされ女子 in deep（2009年、ブックマン社）
- 男子禁制 ようこそ! 女子の秘密の花園へ（2010年、東京書籍）
- 迷走ラブゲーム（2011年、竹書房）
- 花より女子（2011年、文化社）
- おっかけ!（2011年、ブックマン社）
  - 『迷走ラブゲーム』、『花より女子』、『おっかけ!』は三冊連続発売で、出版社は異なるものの装丁などで統一感を出している。
- 恋バナリアル（2012年、竹書房）
- 2DK 2013 WINTER（2013年、講談社） - 初のフィクション作品単行本
- 2DK 2014 SUMMER（2014年、講談社）
- わたしが女の子を好きになった日（2015年、竹書房）
- ブラブラ珍所～イケメンに会いたくて～（2015年、ぶんか社）
- 2DK 2015 AUTUMN（2015年、講談社）
- 2DK 2016 SPRING（2016年、講談社）
- 赤ちゃん本部長（2017年から講談社「BABY! byモーニング＋FRaU」(後に「ベビモフ」に名称変更)にて連載開始）
  - 主人公を安田顕が担当し、2021年にNHK総合テレビでテレビアニメ化される[1]。
- Bye-Bye アタシのお兄ちゃん（2023年、講談社）